# Список высших учебных заведений Республики Коми
В список высших учебных заведений Республики Коми включены образовательные учреждения высшего и высшего профессионального образования, находящиеся на территории Республики Коми и участвовавшие в мониторинге Министерства образования и науки Российской Федерации 2015 года. Этим критериям в Республике Коми соответствуют 3 вуза и 3 филиалов.
Филиалы вузов, головные организации которых находятся в иных субъектах федерации, сгруппированы в отдельном списке. Порядок следования элементов списка — алфавитный.
Вузы, лицензия которых не действует на 29 декабря 2015 года, отмечены цветом.

## Список высших образовательных учреждений
| Название                                                          | Категория       | Год основания | Месторасположение | Число студентов |
| ----------------------------------------------------------------- | --------------- | ------------- | ----------------- | --------------- |
| Коми республиканская академия государственной службы и управления | государственный | 1996          | Сыктывкар         | 1416            |
| Сыктывкарский государственный университет                         | государственный | 1972          | Сыктывкар         | 7385            |
| Ухтинский государственный технический университет                 | государственный | 1958          | Ухта              | 6015            |

## Список филиалов высших образовательных учреждений
| Название                                                                                                   | Категория       | Год основания | Месторасположение | Месторасположение головной организации | Число студентов |
| --- | --------------- | ------------- | ----------------- | -------------------------------------- | --------------- |
| Воркутинский филиал Ухтинского государственного технического университета                                  | государственный | 2000          | Воркута           | Ухта                                   | 833             |
| Сыктывкарский лесной институт (филиал Санкт-Петербургского государственного лесотехнического университета) | государственный | 1952          | Сыктывкар         | Санкт-Петербург                        | 4138            |
| Филиал в Усинске Ухтинского государственного технического университета                                     | государственный | 1998          | Усинск            | Ухта                                   | 755             |